# Plumber (Plan 9)
Plumber es el servidor de archivos que realiza el procesamiento de mensajes y envío en el sistema operativo Plan 9.
Depende de cada aplicación cómo desea utilizar este mecanismo, pero en el dominio de la interfaz de usuario, el mecanismo a menudo permite al usuario apuntar a un nombre de archivo o URL y tienen el recurso asociado procesado por una aplicación.